# 미주리강

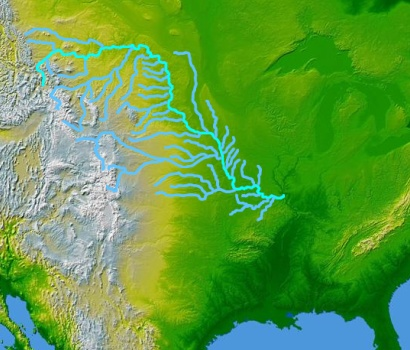
미주리강

미주리강(-江; Missouri River)은 미시시피강의 주요 지류로 길이는 4,130 km이다. 로키산맥에서 발원하여 세인트루이스 북쪽에서 미시시피강에 합류한다. 유역의 넓이는 북아메리카 전체의 1/6에 달한다. 발원지는 몬태나주 남서쪽 대륙 분수계와 가까운 로키산맥이다. 처음에는 제퍼슨강, 매디슨강, 갤러틴강이 몬태나주 갤러틴군에서 합류하여 미주리강이 되며, 미주리주의 세인트루이스 인근에서 미시시피강 본류에 합류한다. (참고로 제퍼슨강, 매디슨강, 갤러틴강은 영어로 'three branches', 즉 세 개의 가지라 한다)

## 지류

### 몬태나주
- 제퍼슨강(Jefferson River)
- 매디슨강(Madison River)
- 갤러틴강(Gallatin River)
- 식스틴마일 크릭(Sixteenmile Creek)
- 디어본강(Dearborn River)
- 스미스강(Smith River)
- 선강(Sun River)
- 벨트강(Belt Creek)
- 매리아스강(Marias River)
- 애로우 크릭(Arrow Creek)
- 주디스강(Judith River)
- 카우 크릭(Cow Creek)
- 밀크강(Milk River)
- 레드워터강(Redwater River)
- 포플러강(Poplar River)
- 빅 머디 크릭(Big Muddy Creek)

### 노스다코타주
- 옐로스톤강(Yellowstone River)
- 리틀 머디 크릭(Little Muddy Creek)
- 토바코 가든 크릭(Tobacco Garden Creek)
- 리틀미주리강(Little Missouri River)
- 나이프강(Knife River)
- 하트강(Heart River)
- 캐넌볼강(Cannonball River)

### 사우스다코타주
- 그랜드강(Grand River)
- 모로강(Moreau River)
- 샤이엔강(Cheyenne River)
- 배드강(Bad River)
- 화이트강(White River)
- 제임스강(James River)
- 버밀리언강(Vermillion River)
- 빅수강(Big Sioux River)

### 네브라스카주, 아이오와주, 캔자스주, 미주리주
- 니오브라라강(Niobrara River)
- 플랫강(Platte River)
- 리틀네마하강(Little Nemaha River)
- 빅네마하강(Big Nemaha River)
- 페리 크릭(Perry Creek) (아이오와주)
- 플로이드강(Floyd River) (아이오와주)
- 리틀수강(Little Sioux River) (아이오와주)
- 솔저강(Soldier River) (아이오와주)
- 보이어강(Boyer River) (아이오와주)
- 니슈나보트나강(Nishnabotna River) (아이오와주)
- 캔자스강(Kansas River)
- 블루강(Blue River) (캔자스주, 미주리주)
- 오세이지강(Osage River)
- 플랫강(Platte River) (미주리주)

## 같이 보기
- 새커거위아